# Coupe du monde de bobsleigh 2017-2018
Navigation
Édition précédente Édition suivante
La coupe du monde de bobsleigh 2017-2018 est la 34e édition de la Coupe du monde de bobsleigh, compétition de bobsleigh organisée annuellement par la Fédération internationale de bobsleigh et de tobogganing.

Elle se déroule entre le 9 novembre 2017 et le 21 janvier 2018 sur 8 étapes organisées en Amérique du Nord et en Europe en coopération avec la Coupe du monde de skeleton.

## Programme de la saison
| \| Altenberg Königssee Winterberg St Moritz Igls \| Sites des compétitions en Europe |
| Altenberg Königssee Winterberg St Moritz Igls                                        |

| \| Park City Lake Placid Whistler \| Sites des compétitions en Amérique du Nord |
| Park City Lake Placid Whistler                                                  |

## Attribution des points
Les manches de Coupe du monde donnent lieu à l'attribution de points, dont le total détermine le classement général de la Coupe du monde.
Ces points sont attribués selon cette répartition :
| Place  | 1   | 2   | 3   | 4   | 5   | 6   | 7   | 8   | 9   | 10  | 11  | 12  | 13  | 14  | 15  | 16 | 17 | 18 | 19 | 20 | 21 | 22 | 23 | 24 | 25 | 26 | 27 | 28 | 29 |
| ------ | --- | --- | --- | --- | --- | --- | --- | --- | --- | --- | --- | --- | --- | --- | --- | -- | -- | -- | -- | -- | -- | -- | -- | -- | -- | -- | -- | -- | -- |
| Points | 225 | 210 | 200 | 192 | 184 | 176 | 168 | 160 | 152 | 144 | 136 | 128 | 120 | 112 | 104 | 96 | 88 | 80 | 74 | 68 | 62 | 56 | 50 | 45 | 40 | 36 | 32 | 28 | 24 |

## Classements généraux
| Rang | Nation              | Points |
| ---- | ------------------- | ------ |
| 1    | Justin Kripps       | 1631   |
| 2    | Francesco Friedrich | 1504   |
| 3    | Chris Spring        | 1347   |
| 4    | Oskars Melbardis    | 1336   |
| 5    | Nico Walther        | 1250   |

| Rang | Nation              | Points |
| ---- | ------------------- | ------ |
| 1    | Johannes Lochner    | 1652   |
| 2    | Francesco Friedrich | 1468   |
| 3    | Nico Walther        | 1421   |
| 4    | Justin Kripps       | 1420   |
| 5    | Oskars Melbardis    | 1322   |

| Rang | Nation              | Points |
| ---- | ------------------- | ------ |
| 1    | Justin Kripps       | 3051   |
| 2    | Francesco Friedrich | 2972   |
| 3    | Johannes Lochner    | 2950   |
| 4    | Nico Walther        | 2671   |
| 5    | Chris Spring        | 2635   |

| Rang | Nation              | Points |
| ---- | ------------------- | ------ |
| 1    | Kaillie Humphries   | 1631   |
| 2    | Elana Meyers        | 1591   |
| 3    | Mariama Jamanka     | 1538   |
| 4    | Jamie Greubel       | 1493   |
| 5    | Stephanie Schneider | 1335   |

## Calendrier
| 1. Lake Placid (9 au 10 novembre 2017) |                                          |                                        |                                                   |
| Épreuve                                | Vainqueur                                | Deuxième                               | Troisième                                         |
| Bob à 2 - Hommes                       | Allemagne Nico Walther Christian Poser   | États-Unis Nick Cunningham Ryan Bailey | États-Unis Codie Bascue Carlo Valdes              |
| Bob à 2 - Hommes                       | États-Unis Codie Bascue Samuel McGuffie  | Canada Justin Kripps Alexander Kopacz  | États-Unis Justin Olsen Evan Weinstock            |
| Bob à 2 - Femmes                       | Canada Kaillie Humphries Melissa Lotholz | États-Unis Elana Meyers Lauren Gibbs   | Allemagne Stephanie Schneider Lisa Marie Buckwitz |

| 2. Park City (17 au 18 novembre 2017) |                                                                             |                                                                   |                                                                  |
| Épreuve                               | Vainqueur                                                                   | Deuxième                                                          | Troisième                                                        |
| Bob à 4 - Hommes                      | Allemagne Nico Walther Kevin Kuske Christian Poser Eric Franke              | Canada Justin Kripps Lascelles Brown Ben Coakwell Neville Wright  | Canada Chris Spring Jesse Lumsden Alexander Kopacz Oluseyi Smith |
| Bob à 4 - Hommes                      | Allemagne Johannes Lochner Marc Rademacher Christopher Weber Christian Rasp | États-Unis Codie Bascue Nathan Weber Carlo Valdes Samuel McGuffie | Royaume-Uni Brad Hall Bruce Tasker Joel Fearon Gregory Cackett   |
| Bob à 2 - Femmes                      | États-Unis Jamie Greubel Lauren Gibbs                                       | Canada Kaillie Humphries Melissa Lotholz                          | États-Unis Elana Meyers Lolo Jones                               |

| 3. Whistler (24 au 25 novembre 2017) |                                                                              |                                                              |                                                             |
| Épreuve                              | Vainqueur                                                                    | Deuxième                                                     | Troisième                                                   |
| Bob à 2 - Hommes                     | Canada Chris Spring Neville Wright                                           | Canada Justin Kripps Alexander Kopacz                        | Lettonie Oskars Melbardis Daumants Dreiskens                |
| Bob à 4 - Hommes                     | Russie Alexander Kasjanov Ilvir Khuzin Vasiliy Kondratenko Aleksei Pushkarev | Royaume-Uni Lamin Deen Ben Simons Toby Olubi Andrew Matthews | Allemagne Nico Walther Kevin Kuske Kevin Korona Eric Franke |
| Bob à 2 - Femmes                     | Canada Kaillie Humphries Melissa Lotholz                                     | États-Unis Elana Meyers Aja Evans                            | États-Unis Jamie Greubel Kehri Jones                        |

| 4. Winterberg (9 au 10 décembre 2017) |                                                                          |                                                                    |                                                                               |
| Épreuve                               | Vainqueur                                                                | Deuxième                                                           | Troisième                                                                     |
| Bob à 2 - Hommes                      | Suisse Clemens Bracher Michael Kuonen                                    | Canada Chris Spring Neville Wright                                 | Allemagne Francesco Friedrich Thorsten Margis                                 |
| Bob à 4 - Hommes                      | Allemagne Johannes Lochner Joshua Bluhm Christopher Weber Christian Rasp | Allemagne Nico Walther Marko Huebenbecker Kevin Korona Eric Franke | Allemagne Francesco Friedrich Jannis Baecker Martin Grothkopp Thorsten Margis |
| Bob à 2 - Femmes                      | Allemagne Stephanie Schneider Lisa Marie Buckwitz                        | États-Unis Elana Meyers Lauren Gibbs                               | Allemagne Mariama Jamanka Annika Drazek                                       |

| 5. Igls (16 au 17 décembre 2017) |                                                                        |                                                                   |                                                                            |
| Épreuve                          | Vainqueur                                                              | Deuxième                                                          | Troisième                                                                  |
| Bob à 2 - Hommes                 | Allemagne Francesco Friedrich Thorsten Margis                          | Canada Justin Kripps Jesse Lumsden                                | Suisse Clemens Bracher Michael Kuonen                                      |
| Bob à 4 - Hommes                 | Allemagne Johannes Lochner Marc Rademacher Joshua Bluhm Christian Rasp | Canada Justin Kripps Alexander Kopacz Jesse Lumsden Oluseyi Smith | Allemagne Francesco Friedrich Candy Bauer Martin Grothkopp Thorsten Margis |
| Bob à 2 - Femmes                 | Allemagne Stephanie Schneider Annika Drazek                            | États-Unis Elana Meyers Kehri Jones                               | Allemagne Mariama Jamanka Lisa Buckwitz                                    |

| 6. Altenberg (6 au 7 janvier 2018) |                                                                |                                                                            |                                                                      |
| Épreuve                            | Vainqueur                                                      | Deuxième                                                                   | Troisième                                                            |
| Bob à 2 - Hommes                   | Canada Justin Kripps Alexander Kopacz                          | Allemagne Francesco Friedrich Martin Grothkopp                             | Lettonie Oskars Kibermanis Matiss Miknis                             |
| Bob à 4 - Hommes                   | Allemagne Nico Walther Kevin Kuske Christian Poser Eric Franke | Allemagne Francesco Friedrich Candy Bauer Martin Grothkopp Thorsten Margis | Lettonie Oskars Kibermanis Janis Jansons Matiss Miknis Intars Dambis |
| Bob à 2 - Femmes                   | Canada Kaillie Humphries Phylicia George                       | États-Unis Jamie Greubel Aja Evans                                         | Allemagne Anna Köhler Annika Drazek                                  |

| 7. Saint-Moritz (13 au 14 janvier 2018) |                                                                         |                                                                            |                                                                  |
| Épreuve                                 | Vainqueur                                                               | Deuxième                                                                   | Troisième                                                        |
| Bob à 2 - Hommes                        | Allemagne Nico Walther Christian Poser                                  | Allemagne Francesco Friedrich Thorsten Margis                              | Allemagne Johannes Lochner Christopher Weber                     |
| Bob à 4 - Hommes                        | Allemagne Johannes Lochner Sebastian Mrowka Joshua Bluhm Christian Rasp | Allemagne Francesco Friedrich Candy Bauer Martin Grothkopp Thorsten Margis | Canada Chris Spring Bryan Barnett Lascelles Brown Neville Wright |
| Bob à 2 - Femmes                        | États-Unis Elana Meyers Lolo Jones                                      | Allemagne Mariama Jamanka Annika Drazek                                    | Allemagne Stephanie Schneider Lisa Marie Buckwitz                |

| 8. Königssee (20 au 21 janvier 2018) |                                                                  | |                                       |
| Épreuve                              | Vainqueur                                                        | Deuxième | Troisième                             |
| Bob à 2 - Hommes                     | Allemagne Francesco Friedrich Thorsten Margis                    | Allemagne Johannes Lochner Christopher Weber</smal                                                                                              | Canada Justin Kripps Alexander Kopacz |
| Bob à 4 - Hommes                     | Allemagne Nico Walther Kevin Kuske Alexander Rödiger Eric Franke | Lettonie Oskars Melbardis Daumants Dreiskens Arvis Vilkaste Janis Strenga Autriche Benjamin Maier Kilian Walch Markus Sammer Danut Ion Moldovan |                                       |
| Bob à 2 - Femmes                     | Allemagne Stephanie Schneider Annika Drazek                      | Canada Kaillie Humphries Phylicia George | États-Unis Elana Meyers Lauren Gibbs  |